# Mårten Sandén

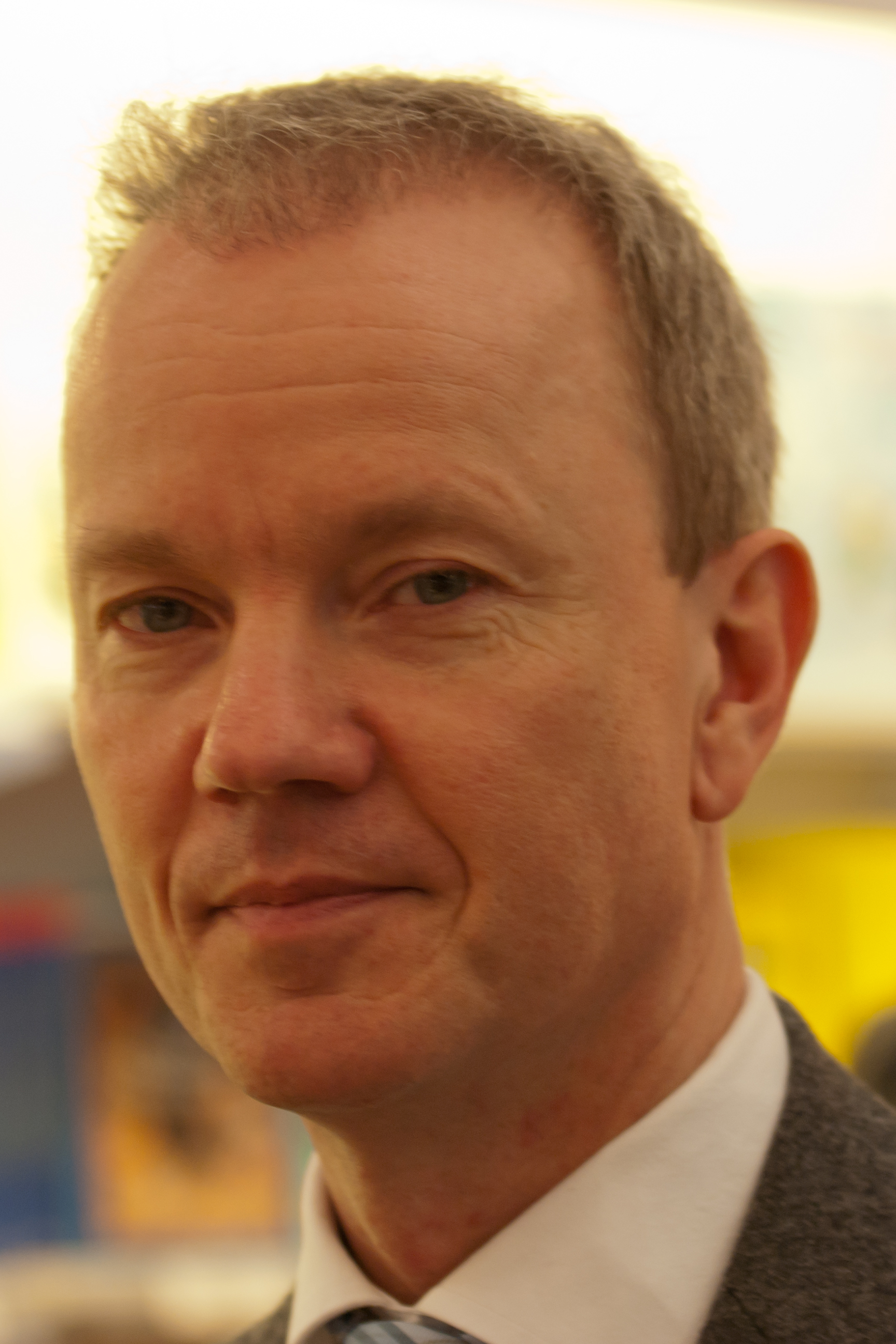
Mårten Sandén, 2011

Mårten Sandén (* 22. August 1962) ist ein schwedischer Autor. Er wohnt in Lund und schreibt Kinder- und Jugendbücher, unter anderem „Mias Glück“ und die Krimis um die Petrini-Zwillinge. 2015 wurde Sandén mit dem schwedischen Astrid-Lindgren-Preis ausgezeichnet.

## Die Petrini-Krimis

### Allgemeines
Die Bücher handeln von den zwölfjährigen Zwillingen Peter und Petra Petrini, die mit ihren Eltern, dem schwedischen Vater David und der New Yorker Mutter Leah, von New York nach Lund in Schweden umziehen. Die Familie besteht außerdem aus der 6-jährigen Juliet, dem 16-jährigen Ricky, der 18-jährigen Rebecka und dem älteren Max, der nicht mehr zu Hause wohnt und bei der UN arbeitet. Rebecka kümmert sich um die Familie, da ihre Mutter als Künstlerin sehr beschäftigt ist. Zum Umfeld der Familie gehören zudem Tante Lili und Lucy, eine Freundin der Zwillinge, die aus Vancouver in Kanada stammt. Die Zwillinge und Lucy nennen sich Hemliga Ögat (Das geheime Auge) und erleben viele Abenteuer. So fangen sie etwa einen Drogendealer, finden eine Eule aus Gold oder entdecken einen unbekannten Picasso. Die Petrinideckarna-Bücher sind bis jetzt noch nicht ins Deutsche übersetzt worden.

### Die einzelnen Bücher
- Gömstället. („Das Versteck“), 1999: In diesem Buch geht es um Zwillinge, die den „gefährlichsten Mann Schwedens“ fangen.
- Juveltjuven(„Der Juwelendieb“), 2000: Das zweite Buch handelt von den Zwillingen und einem ehemaligen Juwelendieb.
- Arvtagaren(„Der Erbe“), 2001: Arvtagaren handelt von einem theaterliebenden Mann, der eine milliardenschwere Fabrik erbt.
- Gengångaren. („Der Wiedergänger“), 2002: Gengångaren handelt von dem toten Stummfilmregisseur Charles Alfred Pearce, der Moby Dick verfilmt hat und von dem Stummfilm selbst. (C.A.Pearce hat Moby Dick nicht verfilmt.)
- Spökskeppet. („Das Geisterschiff“), 2003: Das fünfte Buch von Mårten Sandén handelt von den Zwillingen, die zusammen mit ihrer Freundin Lucy in einer nebligen Nacht im Österlen plötzlich einen Katamaran auftauchen sehen. Zigarettenschmuggel!
- Skatan. („Die Elster“), 2004: Eine anscheinend seit 40 Jahren tote Frau, die drei Wohnungen auf den Kopf stellt? Die Zwillinge müssen der Sache nachgehen.
- Tvillingarna. („Die Zwillinge“), 2005: Die Zwillinge und Lucy reisen nach Stockholm und verbringen ihre Ferien dort. Doch dann tauchen plötzlich überall Zwillinge auf und ein unbekannter Picasso wird gestohlen...
- Midnattsstjärnan. („Der Mitternachtsstern“), 2006: Adventszeit in Lund. Die Schüler an Lunds Schulen wollen gemeinsam mit Schauspielern, darunter dem Star Sebastian Belbo, die Weihnachtsgeschichte „A Christmas Carol“ von Charles Dickens aufführen. Doch wer ist der rätselhafte Mitternachtsstern, der angeblich den Starschauspieler entführen will?
- Piraterna. („Die Piraten“), 2007: Die Zwillinge Peter und Petra lösen rätselhafte Fälle im Österlen.
- Ett hus utan speglar („Haus ohne Spiegel“), 2012
- Skorstensjul (Schornsteinweihnachten), 2017, FISCHER Sauerländer